# UFC Fight Night: Barnett vs. Nelson
UFC Fight Night: Barnett vs. Nelson è stato un evento di arti marziali miste tenuto dalla Ultimate Fighting Championship svolto il 27 settembre 2015 al Saitama Super Arena di Saitama, Giappone.

## Retroscena
Questo evento fu il quarto organizzato dalla UFC a Saitama, dopo gli eventi UFC 144 del 2012, UFC on Fuel TV: Silva vs. Stann nel 2013 ed infine UFC Fight Night: Hunt vs. Nelson del 2014.
Nel main event della card si sfidarono, nella categoria dei pesi massimi, l'ex campione dei pesi massimi UFC Josh Barnett e il vincitore della decima stagione del reality show The Ultimate Fighter Roy Nelson.
In questo evento venne disputata la finale dei pesi piuma del nuovo reality Road to UFC: Japan.
Roan Carneiro avrebbe dovuto affrontare Gegard Mousasi. Tuttavia, Carneiro venne rimosso dalla card a causa di un infortunio e rimpiazzato da Uriah Hall.
Kiichi Kunimoto doveva affrontare Li Jingliang. Tuttavia, Kunimoto subì un infortunio e venne sostituito dal veterano Keita Nakamura.
Matt Hobar avrebbe dovuto affrontare Norifumi Yamamoto. Tuttavia, entrambi gli atleti subirono un infortunio e furono costretti a dare forfait.

## Risultati
|                                                     | Divisione       |                 |                 |                  | Metodo                                                                | Round           | Tempo           | Premio          |
| Card Principale                                     | Card Principale | Card Principale | Card Principale | Card Principale  | Card Principale                                                       | Card Principale | Card Principale | Card Principale |
| --------------------------------------------------- | --------------- | --------------- | --------------- | ---------------- | --------------------------------------------------------------------- | --------------- | --------------- | --------------- |
|                                                     | Pesi Massimi    | Josh Barnett    | batte           | Roy Nelson       | Decisione unanime (48-47, 48-47, 50-45)                               | 5               | 5:00            | POTN            |
|                                                     | Pesi Medi       | Uriah Hall      | batte           | Gegard Mousasi   | KO Tecnico (jumping spinning back kick, ginocchiata in salto e pugni) | 2               | 0:25            | POTN            |
|                                                     | Pesi Mosca      | Kyoji Horiguchi | batte           | Chico Camus      | Decisione unanime (30-27, 30-27, 30-27)                               | 3               | 5:00            |                 |
|                                                     | Pesi Gallo      | Takeya Mizugaki | batte           | George Roop      | Decisione unanime (29-28, 29-28, 29-28)                               | 3               | 5:00            |                 |
|                                                     | Pesi Piuma      | Diego Brandão   | batte           | Katsunori Kikuno | KO Tecnico (pugni)                                                    | 1               | 0:28            | POTN            |
| Finale del torneo dei pesi piuma Road to UFC: Japan | Pesi Piuma      | Mizuto Hirota   | batte           | Teruto Ishihara  | Parità non unanime (29-28, 28-29, 29-29)                              | 3               | 5:00            |                 |
| Card Preliminare                                    |                 |                 |                 |                  |                                                                       |                 |                 |                 |
|                                                     | Pesi Welter     | Keita Nakamura  | batte           | Li Jingliang     | Sottomissione tecnica (standing rear-naked choke)                     | 3               | 2:17            | POTN            |
|                                                     | Pesi Leggeri    | Nick Hein       | batte           | Yusuke Kasuya    | Decisione unanime (30-27, 29-28, 29-28)                               | 3               | 5:00            |                 |
|                                                     | Pesi Leggeri    | Kajan Johnson   | batte           | Naoyuki Kotani   | Decisione unanime (29-28, 29-28, 30-27)                               | 3               | 5:00            |                 |
|                                                     | Pesi Welter     | Shinsho Anzai   | batte           | Roger Zapata     | KO Tecnico (infortunio)                                               | 3               | 0:47            |                 |

## Premi
I lottatori premiati ricevettero un bonus di 50.000 dollari.
Legenda:
- POTN: Performance of the Night (viene premiato il vincitore per la migliore performance dell'evento)

## Incontri Annullati
|  | Divisione   |                 |        |                   | Motivo                          |
|  | ----------- | --------------- | ------ | ----------------- | ------------------------------- |
|  | Pesi Medi   | Gegard Mousasi  | contro | Roan Carneiro     | Carneiro subì un infortunio     |
|  | Pesi Welter | Kiichi Kunimoto | contro | Li Jingliang      | Kunimoto subì un infortunio     |
|  | Pesi Gallo  | Matt Hobar      | contro | Norifumi Yamamoto | Entrambi subirono un infortunio |